# Meho Kodro
Mehmed „Meho” Kodro (ur. 12 stycznia 1967 w Mostarze) – bośniacki piłkarz i trener, reprezentant Bośni i Hercegowiny, grał na pozycji napastnika. Od stycznia do maja 2008 selekcjoner reprezentacji Bośni i Hercegowiny. Trener drużyny Servette FC. Ojciec innego piłkarza, Kenana Kodro.